# 黄花鼠尾草
黄花鼠尾草（学名：Salvia flava）是唇形科鼠尾草属的植物，为中国的特有植物。分布在中国大陆的四川、云南等地，生长于海拔2,500米至4,000米的地区，一般生于林下及山坡草地。

## 别名
黄花丹参（云南丽江）

## 变种
- 大花黄花鼠尾草（学名：Salvia flava var. megalantha），分布在中国大陆的云南等地，生长于海拔2,400米至3,900米的地区，一般生长在开旷山坡草地及林缘潮湿处。

## 外部連結
- 黃花鼠尾草 Huanghuashuweicao（页面存档备份，存于） 藥用植物圖像數據庫 (香港浸會大學中醫藥學院) （中文）（英文）